# إلياسو إيسياكا
إلياسو إيسياكا (بالفرنسية: Issiaka Eliassou)‏ (25 مايو 1986) لاعب كرة قدم مالي من دون ناد حاليا ويجيد اللعب في مركز الظهير الأيمن.

## الإنجازات

### الملعب المالي
- كأس الاتحاد الكونفدرالي الأفريقي (1): 2009
- دوري الدرجة الأولى المالي (3): 2005، 2006، 2007
- كأس مالي (1): 2006
- كأس السوبر المالي (4): 2005، 2006، 2007، 2009